# Norman Cohn (Historiker)
Norman Rufus Colin Cohn (* 12. Januar 1915 in London; † 31. Juli 2007 in Cambridge) war ein englischer Historiker und Schriftsteller. Zuletzt war er Professor an der University of Sussex.

## Leben
In London in eine jüdisch-katholische Familie geboren, wurde Cohn an der Gresham’s School in Norfolk und am Christ Church College in Oxford ausgebildet. Er war Student und Research Student am Christ Church College zwischen 1933 und 1939, dann diente er von 1939 an sechs Jahre in der British Army. Nach dem Krieg lehrte er an verschiedenen Universitäten in England, Schottland, Irland, den Vereinigten Staaten von Amerika und Kanada. Er ist der Vater des Musikjournalisten Nik Cohn.
1966 wurde er zum Professorial Fellow an der University of Sussex ernannt und wurde Direktor eines internationalen Forschungsprojekts über die Voraussetzungen von Verfolgungen und Genozid. Von 1973 bis 1980 war Cohn Astor-Wolfson-Professor in Sussex.
Sein Werk wurde durch seine Wahl zum Fellow of the British Academy ausgezeichnet.

## Werk
In seinem bekanntesten Werk, das auf Deutsch unter dem Titel Das neue irdische Paradies. Revolutionärer Millenarismus und mystischer Anarchismus im mittelalterlichen Europa erschien, widmet er sich insbesondere den gesellschaftlichen Entstehungsbedingungen mittelalterlicher Massenbewegungen: der Darstellung des mittel- und westeuropäischen Millenarismus. Und er verweist auf die Verankerung der endzeitlichen Glaubensvorstellungen in der christlichen und jüdischen Tradition. Immer wieder traten im Mittelalter und in der Reformationszeit Propheten und messianische Gestalten auf, die den Anbruch des Millenniums, des Tausendjährigen Reiches Christi, verkündeten. Zulauf fanden sie vor allem bei den Armen, den Entwurzelten und von der Kirche Enttäuschten, die nichts zu verlieren hatten und vom irdischen Paradies alles erhofften. Erwähnt werden u. a. die Armenkreuzzüge, Joachim von Fiore („Drittes Reich“), die Geißlerbewegung, die Amalrikaner, der englische Bauernaufstand 1381, die Taboriten und Bauernaufstand (Niklashausen) sowie Täuferbewegung.
Über Cohns Buch Warrant for Genocide: The Myth of the Jewish World Conspiracy and the „Protocols of the Elders of Zion“ (1967) fällte der Historiker Richard J. Evans ein vernichtendes Urteil: „Da seinen Argumenten zumeist sowohl die Plausibilität als auch stützende Beweise fehlen, sind sie kaum mehr als substanzlose Spekulationen, denen zuzustimmen schwerfällt, sofern man kein überzeugter Anhänger Sigmund Freuds ist.“

## Veröffentlichungen

### Bücher von Norman Cohn
- The Pursuit of the Millennium: Revolutionary Millenarians and Mystical Anarchists of the Middle Ages, engl. 1957, mehrere Neuauflagen, auch mit anderen Titeln und in versch. überarb. Fassungen, insb. 1970. Dt. Übers. v. Eduard Thorsch Das Ringen um das tausendjährige Reich Francke, Bern 1961. Ferner neu bearb.: Das neue irdische Paradies. Revolutionärer Millenarismus und mystischer Anarchismus im mittelalterlichen Europa Rowohlt, Hamburg 1986 & 1988, ISBN 3-499-55472-0. Zuletzt Apokalyptiker und Propheten im Mittelalter, Hohe, Erftstadt 2007, ISBN 3-86756-032-3. Auch in spanischer u. a. Sprachen.
- Warrant for Genocide: The Myth of the Jewish World Conspiracy and the „Protocols of the Elders of Zion“ New York 1966. Das kurz nach dem Ersten Weltkrieg in Berlin erschienene, aus mehreren fiktionalen Texten zusammengestellte antisemitische Pamphlet Protokolle der Weisen von Zion erregte ungeheures Aufsehen und erlangte eine rasche Verbreitung. Sein Inhalt ist:  es gibt einen detaillierter Plan zur Errichtung der jüdischen Weltherrschaft. Führende Vertreter des Judentums hätten ihn auf einem geheimen Kongress beschlossen, und nur dank glücklicher Umstände könne er der gefährdeten Menschheit enthüllt werden, so jedenfalls behaupteten die Herausgeber. Das Werk wurde als Fälschung enttarnt, verfehlte jedoch nicht seine Wirkung auf die politische Entwicklung in Deutschland. Deutsch: Die Protokolle der Weisen von Zion. Der Mythos von der jüdischen Weltverschwörung Kiepenheuer & Witsch, Köln 1969; Neuauflage Elster, Baden-Baden 1998, ISBN 3-89151-261-9 und als Blindendruck, 2001
- Europe's Inner Demons: The Demonization of Christians in Medieval Christendom, 1975 (überarb. 2000), 2005, ISBN 0-7126-5757-6 (auch zur Hexenverfolgung relevant)
- Cosmos, Chaos and the World to Come: The Ancient Roots of Apocalyptic Faith; dt. Die Erwartung der Endzeit. Vom Ursprung der Apokalypse Übers. Peter Gillhofer & Hans-Ulrich Möhring. Insel, Frankfurt 1997, ISBN 3-458-16880-X
- Noah’s Flood: The Genesis Story in Western Thought, 1996

### Essays
- The Horns of Moses Commentary vol. 3 (September 1958)
- The Myth of the Jewish World Conspiracy: A Case Study in Collective Psychopathology Commentary vol. 41 no. 6 (June 1966) 35
- Monsters of Chaos Horizon: Magazine of the Arts no. 4 (1972) 42
- Permanence de Millénarismes Le Contrat Social: revue historique et critique des faits et des idées vol. 6 no. 5 (September 1962) 289
- Adamo: the Distinguished Savage The Twentieth Century vol. 155 (January 1954) 263
- The Saint-Simonian Extravaganza The Twentieth Century vol. 154 (July 1953) 354
- The Magus of the North The Twentieth Century vol. 153 (January 1953) 283
- The Saint-Simonian Portent The Twentieth Century vol. 152 (July 1952)
- How Time Acquired a Consummation Apocalypse Theory and the End of the World (1995) 21-37(compilation)